# Saint-Appolinard (Loire)
Saint-Appolinard is een gemeente in het Franse departement Loire (regio Auvergne-Rhône-Alpes) en telt 596 inwoners (2005). De plaats maakt deel uit van het arrondissement Saint-Étienne.

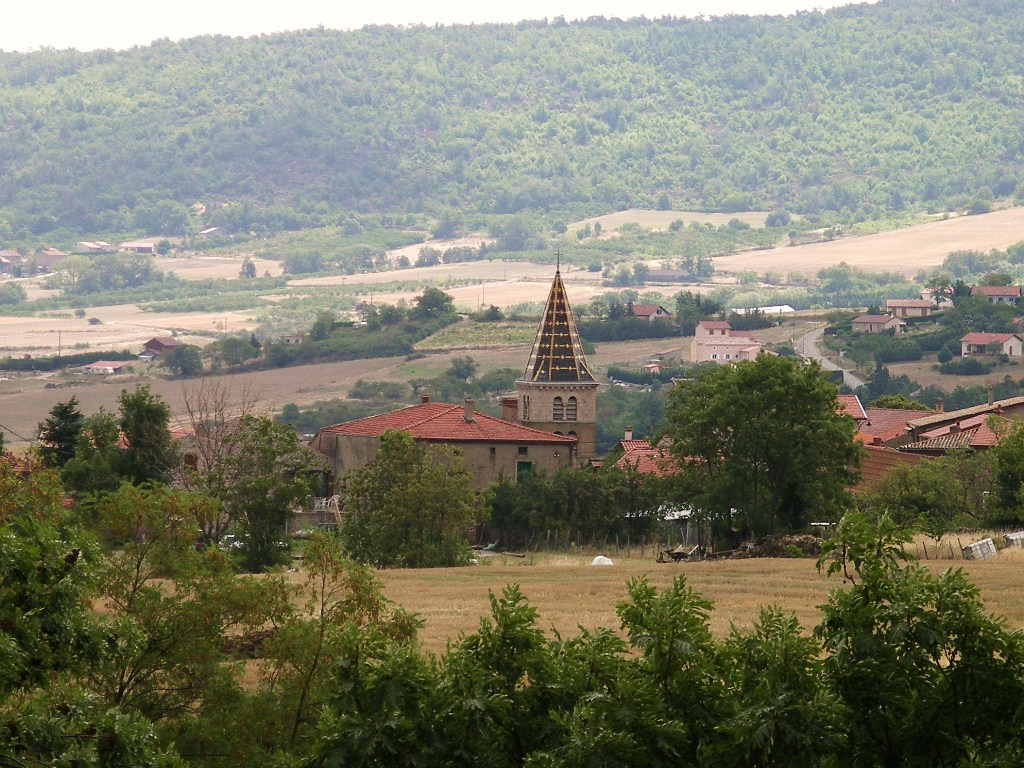
Saint-Appolinard
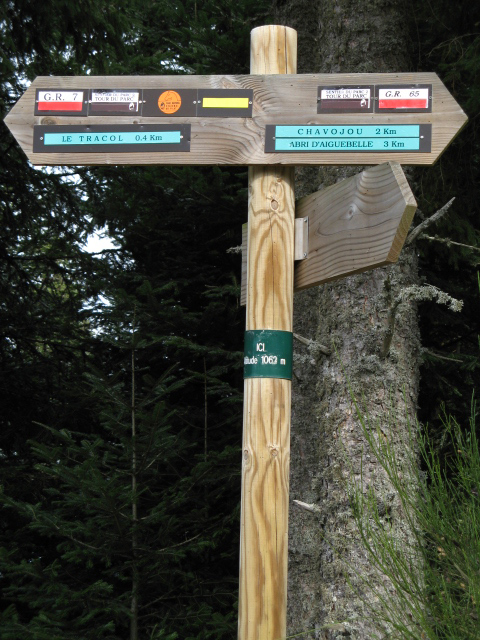
Wegwijzer

## Geografie
De oppervlakte van Saint-Appolinard bedraagt 9,9 km², de bevolkingsdichtheid is 60,2 inwoners per km².
De onderstaande kaart toont de ligging van Saint-Appolinard (Loire) met de belangrijkste infrastructuur en aangrenzende gemeenten.

## Demografie
Onderstaande figuur toont het verloop van het inwonertal (bron: INSEE-tellingen).